# Skospännet
Skospännet (engelska: One, Two, Buckle My Shoe) är en detektivroman av Agatha Christie. Den kom ut på engelska 1940 och på svenska 1941. I USA gavs den ut med titeln The Patriotic Murders. En pocketutgåva i USA av Dell books 1953 ändrade titeln igen till An Overdose of Death.
Romanen handlar både om den belgiske detektiven Hercule Poirot och kommissarie Japp. Detta är Japps sista romanframträdande. Handlingen i romanen handlar om Poirot som utreder sin tandläkares och andra människors död.
Vid tiden för publiceringen möttes romanen av blandade recensioner, som "kompakt enkel i berättandet, med ett snabbt förlopp av outtröttlig spänning som leder till fullständig överraskning". En senare recension av Robert Barnard 1990 fann "ett ganska konventionellt mordmysterium, förföriskt och listigt upprätthållet", medan Christie har inkluderat karaktärer från den politiskt instabila krigstid då den skrevs, "politiska 'idealister', fascistiska rörelser och konservativa finansiärer som upprätthåller världsstabiliteten".

## Förklaring till romanens titel
Bokens brittiska titel kommer från en välkänd barnramsa med samma namn och kapitlen motsvarar var och en en rad av det rimmet. Andra Agatha Christie-böcker och noveller delar också denna namnkonvention, till exempel Hickory Dickory Dock, En ficka full med råg, Fem små grisar, How Does Your Garden Grow? och – mest känt – Tio små negerpojkar.

## Huvudteman
Detta är den första av Poirot-romanerna som speglar andra världskrigets genomgripande dysterhet, och är en av Christies mest öppet politiska romaner. Frank Carter är fascist och Howard Raikes vänsteranhängare. Barnes diskuterar fritt de viktigaste politiska krafterna med Poirot. Blunts meriter som en förkämpe för politisk och finansiell stabilitet klargörs i texten. Men när han ställs inför valet mellan att frige en blasé trippelmördare och att låta en oskyldig man, iscensatt av den skyldige, hängas, räddar Poirot Carter och låter Blunt och Gerda arresteras.

## Handling
Poirot besöker sin tandläkare Dr Morley för att få sina tänder omhändertagna. Under besöket nämner Morley att hans sekreterare är bortrest och att hennes frånvaro är en stor olägenhet. När Poirot lämnar kontoret möter han den före detta skådespelerskan Mabelle Sainsbury Seale när hon kliver ut ur en taxi. Han plockar upp ett borttappat skospänne åt henne. Senare samma dag informerar chefskommissarie Japp Poirot om att Morley har hittats död av en skottskada i huvudet, med pistolen i handen. Mellan Poirots besök och Morleys död hade tandläkaren träffat tre patienter – Mabelle, den framstående finansmannen Alistair Blunt och en grekisk herre vid namn Amberiotis. Howard Raikes, en amerikansk vänsteraktivist som vill gifta sig med Blunts brorsdotter Jane Olivera, lämnade kontoret utan att träffa Morleys partner Dr Reilly.
Samma dag hittas Amberiotis död av en överdos av bedövningsmedel. Polisen drar slutsatsen att Morley av misstag injicerade överdosen och begick självmord när han insåg sitt misstag, men Poirot accepterar inte denna uppfattning. Senare avslöjar Morleys sekreterare Gladys Nevill att telegrammet som lurade bort henne visade sig innehålla en lögn. Poirot minns att Morley, som ogillade Gladys pojkvän Frank Carter, hade trott att Carter skickat telegrammet.
Mabelle försvinner efter att ha pratat med polisen. En månad senare hittas en svårt vanställd kropp i Albert Chapmans lägenhet, en kvinna som också är försvunnen. Poirot noterar lösheten i de fastspända skorna på kroppen, som bär kläder som Mabelles. Tandjournaler visar dock att kroppen tillhörde fru Chapman.
Blunt bjuder in Poirot till sitt lantställe, där han träffar Blunts kusin Helen och brorsdotter Jane. Senare avlossas ett skott mot Blunt. Den skyldige är tydligen Frank Carter, Blunts nya assisterande trädgårdsmästare, eftersom Raikes hittar Carter med en pistol av samma märke som pistolen som dödade Morley. Morleys hembiträde Agnes Fletcher erkänner att hon såg Carter på kontorets baktrappa innan Morleys död. Poirot pressar Carter, som nu hålls i förvar av polisen, på sanningen. Carter erkänner att han gick för att konfrontera Morley och såg två män lämna kontoret via den bakre trappan. Men när Carter själv kom in på kontoret var Morley redan död. Carter hävdar också att han hittade pistolen i buskaget efter att ha hört skottet, och att han aldrig sköt mot Blunt.
Poirot konfronterar Blunt och anklagar honom för morden. Blunts "kusin" Helen Montressor är egentligen hans första fru, Gerda; den riktiga Helena hade dött flera år tidigare. Gerda och Mabelle hade varit med i samma repertoarteatersällskap i Indien när Blunt i hemlighet gifte sig med Gerda. Han hade inte skilt sig från Gerda innan han gifte sig med sin nu avlidna och socialt lämpliga andra hustru, Rebecca Arnholt. Om hans bigami avslöjades skulle han bli vanärad, förlora den förmögenhet han ärvt av Arnholt och avsättas från sin maktposition. När Mabelle kände igen Blunt flera år senare visste hon ingenting om hans andra äktenskap. Senare träffade Mabelle Amberiotis, en flyktig bekant, och nämnde att hon träffat sin gamle väns man. Amberiotis bestämde sig för att utpressa Blunt genom att hota med att avslöja bigami.
Samma dag som Poirot träffade Morley lurade Gerda och Blunt bort Morleys sekreterare med det falska telegrammet. Gerda hade redan bjudit in Mabelle till en lägenhet som hon hade skaffat sig under pseudonymen Mrs Chapman, förgiftat henne och stulit hennes identitet. Gerda, som "Mabelle", besökte sedan tandläkarens väntrum, trygg i sitt bedrägeri eftersom Gladys var borta. Efter att Morley hade tagit hand om Blunts tänder, sköt Blunt honom, tog Morleys plats och ringde på klockan så att han kunde skicka upp "Mabelle" som nästa patient. De två flyttade in kroppen i ett sidorum, och Gerda ändrade Mabelles register till mrs Chapmans och vice versa, för att förvirra polisen. Gerda, som "Mabelle", lämnade mottagningen vid den bakre trappan som de flesta patienter brukade ta; Blunt, som "Morley", träffade sedan Amberiotis (som aldrig hade träffat Morley eller Blunt personligen tidigare) och injicerade hans gom med överdosen. När Amberiotis hade gått flyttade Blunt tillbaka Morleys kropp till operationen, iscensatte "självmordsscenen" och gick därifrån, också via den bakre trappan, omedveten om att Carter hade sett honom och Amberiotis lämna den. Gerda hade nya skor på sig när hon imiterade Mabelle, eftersom hon inte fick plats i Mabelles större skor. Hon lämnade Mabelles egna gamla skor på den döda kroppen, en detalj som Poirot lade märke till. Senare, som "Helen", avlossade Gerda ett skott i den vaga riktningen mot Blunt och lämnade pistolen till Carter att hitta, vilket gjorde honom till deras syndabock.
Blunt ångrar sig och gör det klart att han förväntar sig att Poirot ska täcka upp för honom på grund av hans politiska betydelse. Poirot vägrar; Även om han tror att Blunts politik är bättre för England än Blunts motståndares, kan han inte låta tre människors för tidiga död hämnas. När Gerda och Blunt arresteras, träffar Poirot Raikes och Olivera och säger åt dem att njuta av sitt liv tillsammans, och ber dem att tillåta frihet och medlidande i det.

## Karaktärer
- Hercule Poirot, den belgiske detektiven
- Chefsommissarie Japp från Scotland Yard
- Henry Morley, en tandläkare i London som hittas död strax efter att Poirot besökt honom
- Georgina Morley, hans syster, som bor med sin bror i en lägenhet ovanför tandläkarmottagningen
- Gladys Nevill, Morleys sekreterare
- (Martin) Alistair Blunt, en högprofilerad och mäktig bankir
- Rebecca Arnholt, förmögen och äldre (20 år) avliden hustru till Alistair Blunt
- Julia Olivera, brorsdotter till Rebecca Arnholt, dotter till Rebeccas syster.
- Jane Olivera, dotter till Julia Olivera, Rebecca Arnholts brorsdotter
- Howard Raikes, Jane Oliveras älskare, en vänsterorienterad politisk aktivist från Amerika
- Amberiotis, en kraftig grekisk man som är Morleys tandläkarpatient
- Reginald Barnes, tandläkare hos Reilly och pensionerad ledamot av inrikesministeriet
- Mabelle Sainsbury Seale, patient på Morleys tandläkarmottagning
- Frank Carter, pojkvän till Gladys
- Reilly, Morleys partner på tandläkarmottagningen
- George, Poirots tjänare
- Alfred Biggs, Morleys page boy
- Agnes Fletcher, familjen Morleys hembiträde
- Gerda Blunt (född Grant), Alistair Blunts första hustru

## Litterär betydelse och mottagande
Maurice Willson Disher var i The Times Literary Supplement den 9 november 1940 inte imponerad av vare sig romanen eller genren när han sade: "Möjligen kan den läsare som vill bli förbryllad vara den bästa bedömaren av en detektivhistoria. I så fall vinner Agatha Christie ytterligare ett pris, för hennes nya roman borde tillfredsställa hans krav. Men en annan typ av läsare kommer att tycka att den är torr och färglös." Han fortsatte; "Fakta anges i en glädjelös stil av opartisk undersökning; Den vaknar till liv först när ett motbjudande lik upptäcks. Detta är karakteristiskt för Christies skola. De 'alla fruktansvärda detaljer' som leder människor till döden anses vara viktigare än detaljer som väcker människor till liv."
I The New York Times Book Review den 2 mars 1941 sammanfattade Kay Irvin: "Det är en riktig Agatha Christie-thriller: ytterst komplicerad i handlingen, rask och kompakt enkel i berättandet, med ett snabbt förlopp av outtröttlig spänning som leder till fullständig överraskning. Efter att ha stängt boken kan man mumla: "Långsökt" eller till och med "Omöjligt". Men varje sådant klagomål kommer att framföras först efter det att berättelsen har avslutats; Det kommer inte att finnas ett ögonblick att tänka på sådana saker förut." [3]
Maurice Richardson skrev i The Observer den 10 november 1940: "Deckardrottningens intrigerande uppfinningsrikedom har blivit så hyllad att man ibland är benägen att förbise lättheten i hennes beröring. Om mrs Christie skulle skriva om mordet på en telefonkatalog enligt en tidtabell skulle historien fortfarande vara fängslande läsvärd." Han medgav dock att "[f]iends identitet är kanske mindre dold än vanligt; Motivationen är en smula skakig, men ledtrådsdetaljerna är briljanta."
The Scotsman skrev den 26 december 1940 om boken att "även om motivet inte är av det uppenbara slaget, behandlar Mrs Christie mysteriet på det mest geniala sätt och, som vanligt, åstadkommer en mästerlig lösning."
E R Punshon sammanfattad boken i The Guardian den 13 december 1940 med orden: "Mrs Christie måste arbeta ganska hårt med slumpen och komplotten är mer sinnrik än sannolik, eftersom den skyldige kunde, och säkerligen skulle, ha nått sitt slut med enklare medel än mord."
En icke namngiven recensent i Toronto Star den 15 mars 1941 refererade till historien som ett "snyggt pussel" med en "mycket invecklad intrig" med en "inte oförutsedd lösning". Recensenten tillade: "Tempot är högt och pratet – den engelska detektivhistoriens förbannelse – hålls till ett minimum" och avslutade med att säga: "Långt ifrån vanligt är ... Christies användning av sin thriller för att förklara ett antal av sina egna ganska udda politiska åsikter."
Robert Barnard skrev: "Det brukar sägas att Christie släpar sig in i den moderna världen på femtiotalet, men böckerna i slutet av trettiotalet visar hur hon doppar en inte alltför självsäker tå i de ideologiska konflikterna under förkrigsåren. Här har vi politiska "idealister", fascistiska rörelser och konservativa finansiärer som upprätthåller stabiliteten i världen. Men bakom det hela finns en tämligen konventionell mordgåta, förföriskt och listigt underhållen."